# Cidad de Ebro
Cidad de Ebro es una localidad burgalesa, situada en la comarca española de Las Merindades, al norte de la provincia, a orillas del Ebro. No confundir con Cidad de Valdeporres del vecino Valle de Valdeporres. La población forma parte del municipio del Valle de Manzanedo. Se encuentra a 42°53′27″N 3°42′48″O / 42.89083, -3.71333, en el valle de Manzanedo.

## Población
Tiene una población de 3 habitantes en el año 2024 (INE).

## Monumentos

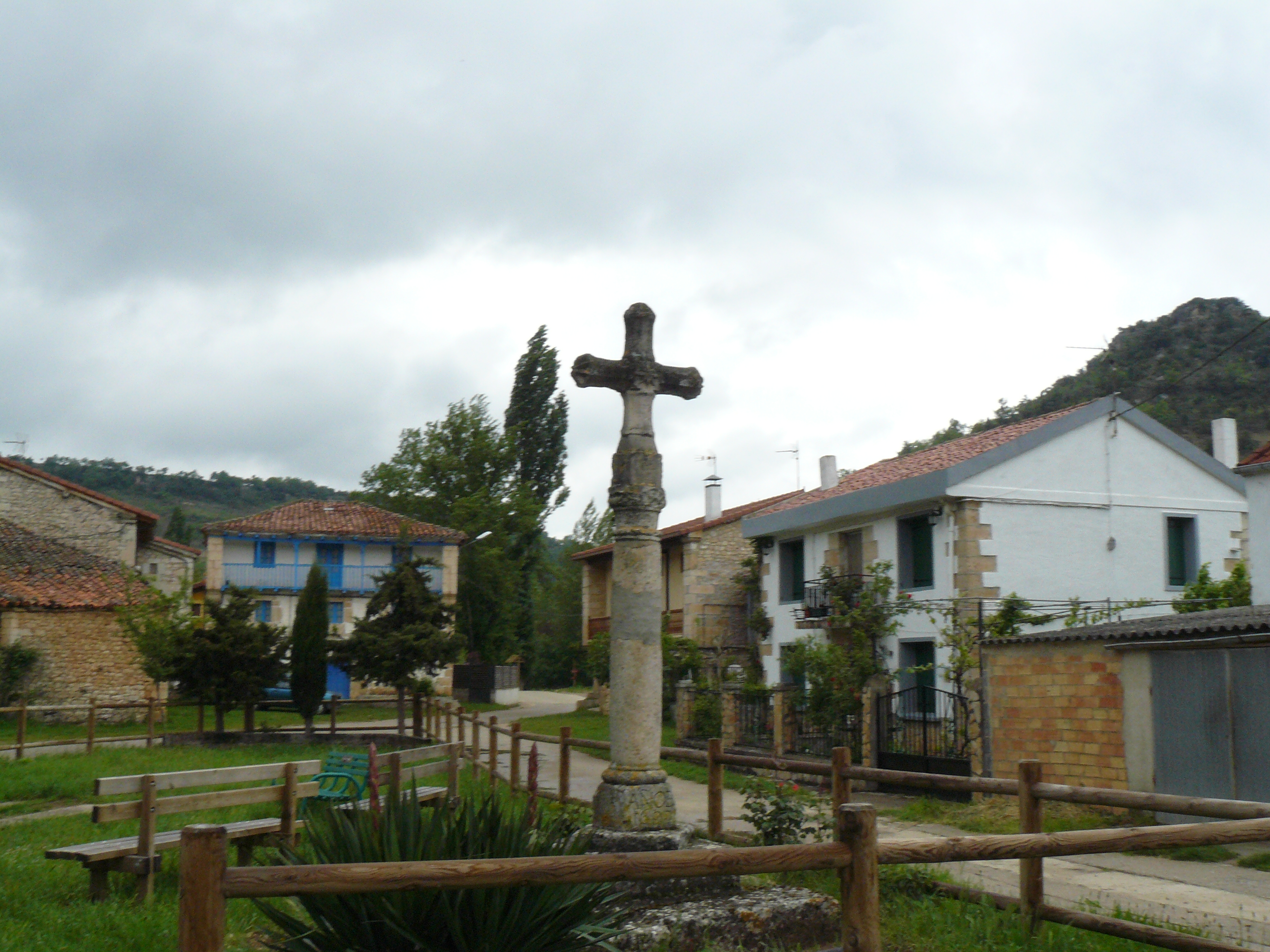
Crucero y plaza de Cidad de Ebro.

En la plaza del pueblo se encuentra un crucero barroco (antiguo rollo de jurisdicción), del siglo XVII, y una pequeña iglesia que conserva un ábside románico. La población cuenta con dos templos.

## Historia
La localidad formó parte en el catastro de Ensenada el 10 de marzo de 1752. Pertenecía por entonces al marqueś de Cilleruelo, al que los habitantes entregaban treinta y tres fanegas de trigo y cebada.
En el Diccionario de Madoz, en 1852, se indicaba que Cidad pertenecía al partido judicial de Villarcayo, se encontraba enclavada entre montes poblados de encinas junto al río Ebro y contaba con veinte casas de piedra (38 habitantes), una escuela primaria sufragada por los propios vecinos, una iglesia dedicada a San Román y una ermita a Santa María. Por entonces se cruzaba el río mediante unos pontones de madera de diez arcos. El pueblo producía cereales varios así como ganado cabrío, ovino y mulas y contaba con caza de perdices y codornices y abundante pesca del río (truchas, barbos y anguilas).

## Actividades
Como localidad ribereña del Ebro, Cidad se dedicaba tradicionalmente a la pesca y a la molienda y, de manera secundaria, a la cría de ganado ovino y al cultivo de frutales. Cuenta aún con dos molinos, en ruinas.

## Turismo

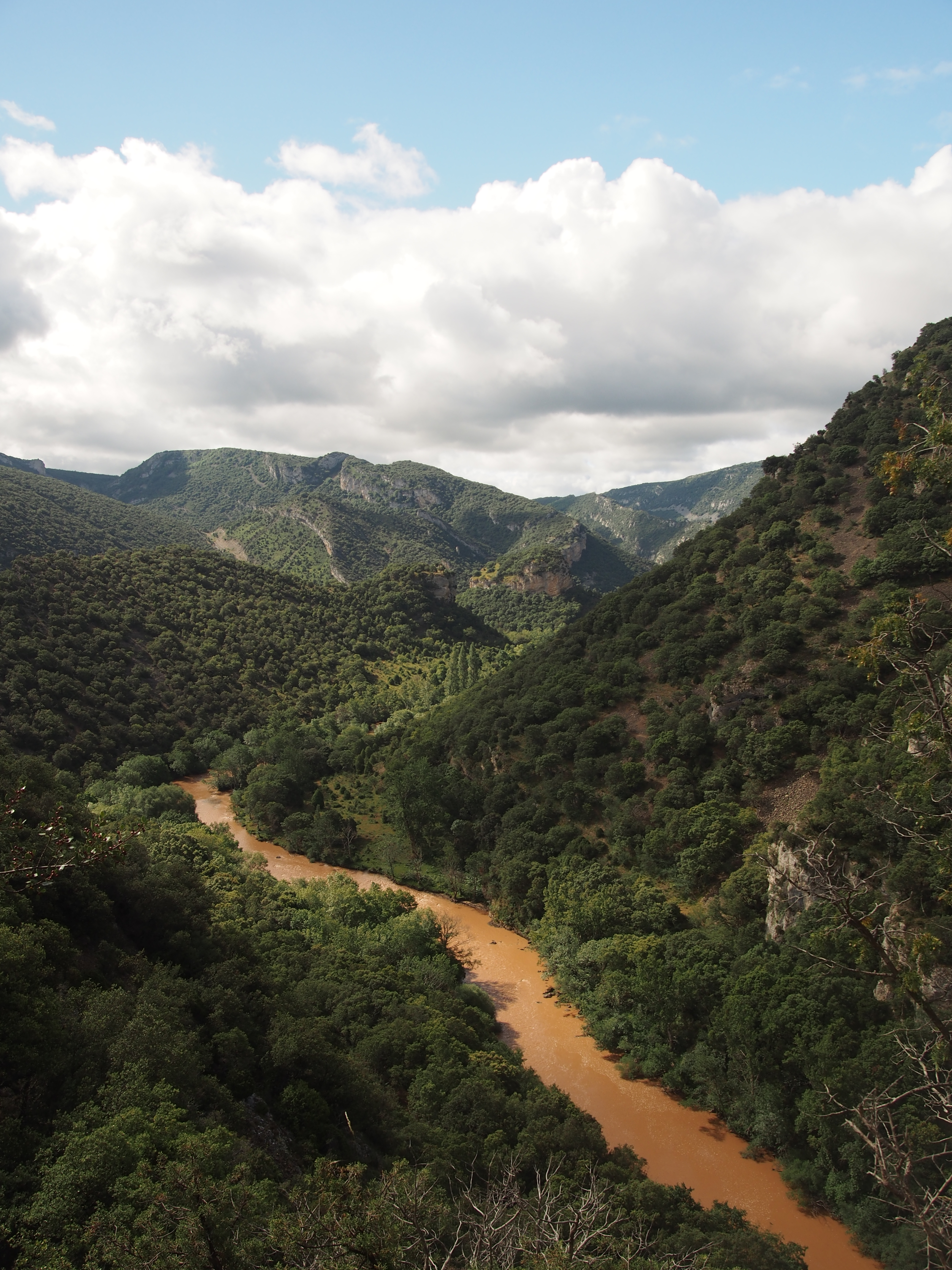
El Ebro en el desfiladero de Los Tornos, al sur de Cidad.

Atraviesan Cidad dos rutas de gran recorrido, el GR-85 en su etapa penúltima Tudanca-Soncillo, y el GR-99. Ambos alcanzan el pueblo a través del camino de Somapeña, que recorre un cañón que une Cidad con la cercana Tudanca, el desfiladero de Los Tornos, una cluse que atraviesa el anticlinal de Tudanca. El cañón, de escarpadas laderas, da cobijo a importantes y numerosas aves rapaces como el buitre leonado, el águila real, la perdicera, el alimoche, el halcón peregrino o el búho real.